# Кулешів (Обухівський район)
Куле́шів — село в Україні, у Обухівському районі Київської області. Населення становить 62 осіб.